# Geschichte des Bezirks Braunau am Inn
Die Geschichte des Bezirks Braunau beschreibt die Geschichte im Bezirk Braunau am Inn.

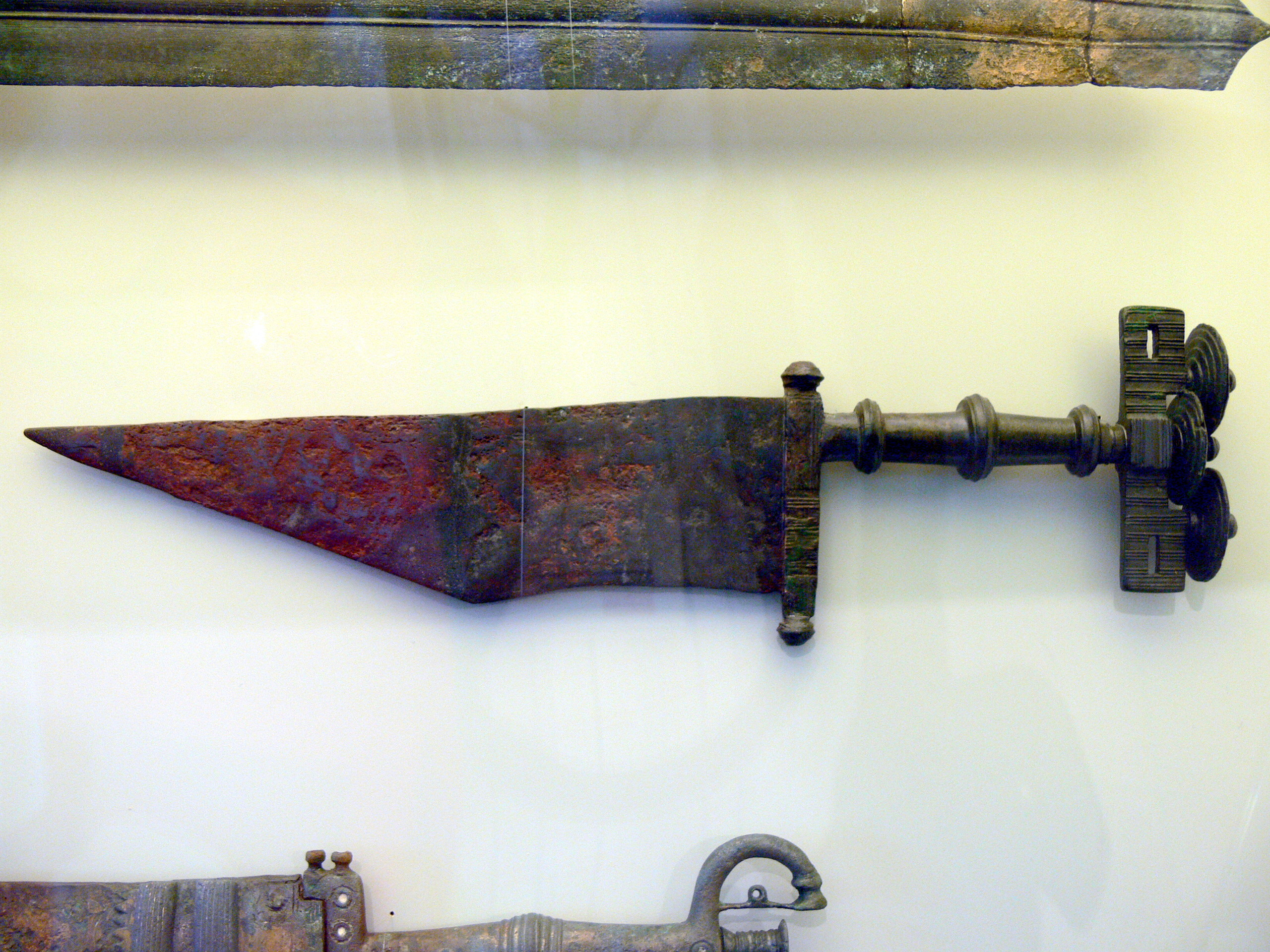
Antennendolch aus Pfaffstätt-Hallstattzeit

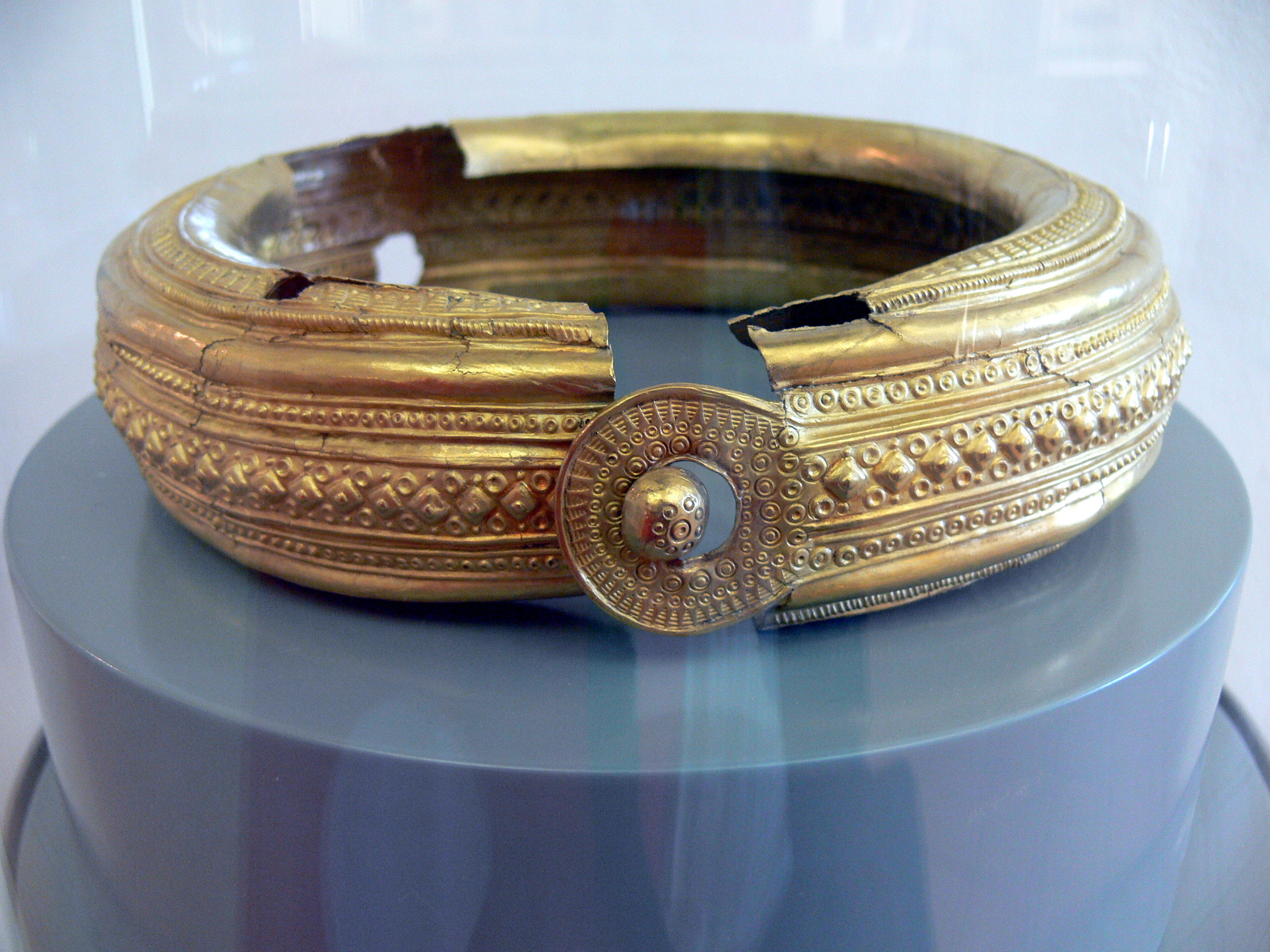
Halsreif aus dem Fürstengrab von Uttendorf-Hallstattzeit

## Urgeschichte

### Jüngere Steinzeit (5000–1800 v. Chr.)
Erste menschliche Spuren lassen sich im Bezirk Braunau für die Epoche der jüngeren Steinzeit nachweisen. Besonders die Flusstäler der Mattig, des Engelsbach, des Moosbachs und des Steckenbachs wurden wegen des sonst den Bezirk bedeckenden Urwalds bevorzugt besiedelt. Zahlreiche Fundstücke aus vielen Gemeinden belegen die Anwesenheit des Neolithmenschen im Bezirk. Die Fundgegenstände sind heute großteils im Bezirksmuseum Herzogburg ausgestellt.

### Bronzezeit (1800–750 v. Chr.)
Funde aus der Bronzezeit wurden im Bezirk Braunau in Altheim bei Feldkirchen, Schwand, Pischelsdorf, Lochen Munderfing und Leithen bei Weng gemacht. Die bedeutendsten Funde waren aber das aus 24 Hügelgräbern bestehende Gräberfeld beim Inn-Salzach-Blick (Gemeinde Überackern), das Gräberfeld bei St. Peter am Hart und die Urnenfeldergräber beim alten Pfarrhof in Überackern.

### Ältere Eisenzeit (Hallstattzeit 750–400 v. Chr.)
Der bedeutendste Fund aus der Hallstattzeit wurde in Uttendorf-Moos gemacht, wo einer der Pioniere der oberösterreichischen Archäologie, Hugo von Preen, ein Fürstengrab aufdeckte. Das Grab datiert in die Zeit um 550 v. Chr. Ähnliche Goldhalsreifen wurden in Ostfrankreich und Süddeutschland gefunden.

### Jüngere Eisenzeit (400–Christi Geburt)
In der jüngeren Eisenzeit besiedelte der keltische Stamm der Alaunen den salzburgisch-oberösterreichischen Raum. Das Gebiet gehörte dem keltischen Königreich Noricum an, das bereits fast das ganze Staatsgebiet des heutigen Österreich umfasste. Einzelfunde aus dem Bezirk gibt es in Minning (Schnabelkanne von Sunzing), Osternberg, Frauenstein und St. Peter am Hart, wobei es sich fast durchwegs um Grabausstattungen handelt.

## Römerzeit
Unter den Kaisersöhnen Drusus und Tiberius wurde das Regnum Noricum 15 v. Chr. Teil des Römerreiches. Aus der Römerzeit gibt es viele Funde, so lassen sich alleine im Gemeindegebiet von Braunau 15 Fundstellen aus der Römerzeit nachweisen.

### Straßen
Schon bald begannen die Römer mit dem Bau von Straßen. Eine dieser Straßen wurde von Iuvavum (Salzburg) über Ovilava (Wels) nach Lauriacum gebaut. Ein Nebenarm dieser Straße ging durch das Mattigtal von Straßwalchen nach Braunau, was eine dichte Kette begleitender Fundstellen beweist. Der Verlauf ab Helpfau-Uttendorf bis zur Innuferstraße ist noch unklar. Die Innuferstraße war die zweite, die den Bezirk Braunau durchlief. Sie führte von Salzburg über Oberndorf nach Tarsdorf, durchschnitt den Weilhartsforst und fand ihr Ende am Kastell Boiotro (Passau-Innstadt).

### Villa rustica
Nach seinem Militärdienst hatte ein römischer Soldat Anspruch auf eine Pension, das römische Bürgerrecht (falls er es nicht bereits hatte) und ein Stück Land. Auf diesem Stück Land errichteten sie ein Wohnhaus (villa rustica) mit römischen Errungenschaften, wie zum Beispiel Fußbodenheizung, und einen angeschlossenen Wirtschaftshof.
In Altheim wurden seit 1991 vom Institut für Klassische Archäologie der Universität Wien drei solche Villen erforscht, in Simetsberg, Wagham und Weirading. Sie stammen aus dem 1., 2. und 3. Jahrhundert und liegen etwa drei Kilometer Luftlinie auseinander. Weitere Gutshöfe sind noch aus Lochen am See, Munderfing, Bogenhofen und Moosdorf bekannt. Einzelne Häuser kennt man aus Überackern, Tarsdorf, Lengau, Gilgenberg am Weilhart und Braunau.

### Völkerwanderung
Die Zeit der Völkerwanderung bis zur Landnahme der Bajuwaren im 8. Jahrhundert hinterließ wie auch in anderen Gebieten nur wenige Spuren, wobei es sich aus Mangel an schriftlichen hauptsächlich um archäologische Quellen handelt. Besonders Funde aus Gräbern in Teichstätt und Mining erzählen die Geschichte dieser Zeit.

## Mittelalter

### Vor dem Jahr 1000 urkundlich genannte Orte
| - Neukirchen an der Enknach 738/739 - Pischelsdorf 738/739 - Mattighofen vor 748 - Überackern 748 bis 788 - Teichstätt 765/66 - Ranshofen 788 - Ostermiething 765/66 - Helpfau 789 - Astätt 788 | - Pfaffstätt 796 - Treubach 803 - Auerbach 868 - Hochburg 878 - Mining 885 - Höhnhart 898 - Lochen 903 - Altheim 903 - Mauerkirchen 913 |

### Bajuwarische Landnahme – 12. Jahrhundert
Im Verlauf der großen Völkerwanderung besiedelten die Bajuwaren die Gegend. Noch heute kann man die Besiedlung der Bajuwaren an den sogenannten echten -ing-Namen ablesen (Ortsnamen, die aus einem Personennamen und der Nachsilbe -ing gebildet werden, so z. B. Franking – Ort des Franko; Fucking – Ort des Fuko usw.). Die Bajuwaren besiedelten besonders das fruchtbare Gebiet an Inn, Salzach und Mattig. Da die Bajuwaren von einem Herzog angeführt wurden, dessen Besitzansprüche nur durch persönliche Anwesenheit abgesichert waren, entstanden große herzogliche Höfe in Hochburg, Mattighofen, Mining, Ostermiething und Ranshofen. Bis 788 kamen die Herzöge aus dem Geschlecht der Agilolfinger, der letzte, Tassilo III., wurde von Karl dem Großen abgesetzt und der Bezirk kam unter karolingische Verwaltung.
Da die Karolinger viele Kriege führten und die freien Bauern zur Heerfolge verpflichtet waren, begaben sich immer mehr von ihnen unter die Herrschaft eines Grundherren. So begann der Untergang der freien Bauern, die immer mehr in Leibeigenschaft verfielen. Aus der Zeit der Magyarenkriege im 10. Jahrhundert sind im Bezirk noch Fliehburgen der Bevölkerung zu erkennen, so auf dem Buchberg bei Lengau und im Weilhart in der Gemeinde Überackern.
Da auch die alte Gauverwaltung zerstört wurde, belehnten die bayrischen Herzöge Vasallen mit Gütern, die diese weiterverliehen. Der Bezirk war Teil des Mattiggaues, der von Mattighofen und später von Friedburg aus verwaltet wurde. Ein wichtiges Ereignis des 12. Jahrhunderts war die Gründung des Klosters Ranshofen, das bis 1811 bestand und bedeutende kulturelle Leistungen für den heutigen Bezirk vollbrachte. In Ranshofen entstand zum Beispiel das "Ranshofner Evangeliar", das heute in Oxford aufbewahrt wird. 1180 wurden die Wittelsbacher mit Bayern belehnt und damit auch Herrscher in dieser Gegend.

### Die Landshuter Herzöge 12.–15. Jahrhundert

Wappen der Stadt Braunau

Das 12. und 13. Jahrhundert war immer wieder durch Fehden der weltlichen und geistlichen Fürsten gekennzeichnet. Im dritten Viertel des 13. Jahrhunderts entstand das Versepos Meier Helmbrecht von Wernher der Gartenaere, das, wie früher angenommen wurde, in der Nähe von Gilgenberg spielt. Als schließlich Soldaten des Böhmenkönigs Ottokar II. Přemysl in die Braunau-Ranshofener Gegend einfielen, ließ Herzog Heinrich XIII. Maut und Gericht aus Ranshofen in das befestigte Braunau verlegen und befahl, „die Mauern auszubessern und eine Brücke über den Inn zu schlagen“. Diese Urkunde ist die erste Erwähnung Braunaus als Stadt. 1331 wurde die älteste Urkunde ausgestellt, deren Siegel das Wappen der Stadt Braunau zeigt.
Unter den sogenannten reichen Landshuter Herzögen (Heinrich, Ludwig und Georg) herrschte eine ruhige Zeit. Im 15. Jahrhundert setzte eine rege Bautätigkeit ein. Rund ein Drittel der Pfarrkirchen des Bezirks entstand damals. So wurde auch der Grundstein der Stadtpfarrkirche St. Stephan gelegt, die 1466 vom Passauer Bischof Ulrich geweiht wurde.

## Liste von Schlössern und Burgen im Bezirk Braunau
| - Schloss Frauenstein (Mining) - Schloss Wanghausen (Hochburg/Ach) - Schloss Teichstätt (Lengau) - Schloss Bogenhofen (St. Peter) - Schloss Erb (Lengau) - Schloss Forstern (Burgkirchen) - Schloss Hagenau (St. Peter) | - Schloss Mamling (Mining) - Schloss Mattighofen (Mattighofen) - Schloss Pfaffstätt (Pfaffstätt) - Schloss Spitzenberg (Mauerkirchen) - Schloss Sunzing (Mining) - Schloss Wildenau (Aspach) - Schloss Wildshut (St. Pantaleon) |

Quelle:

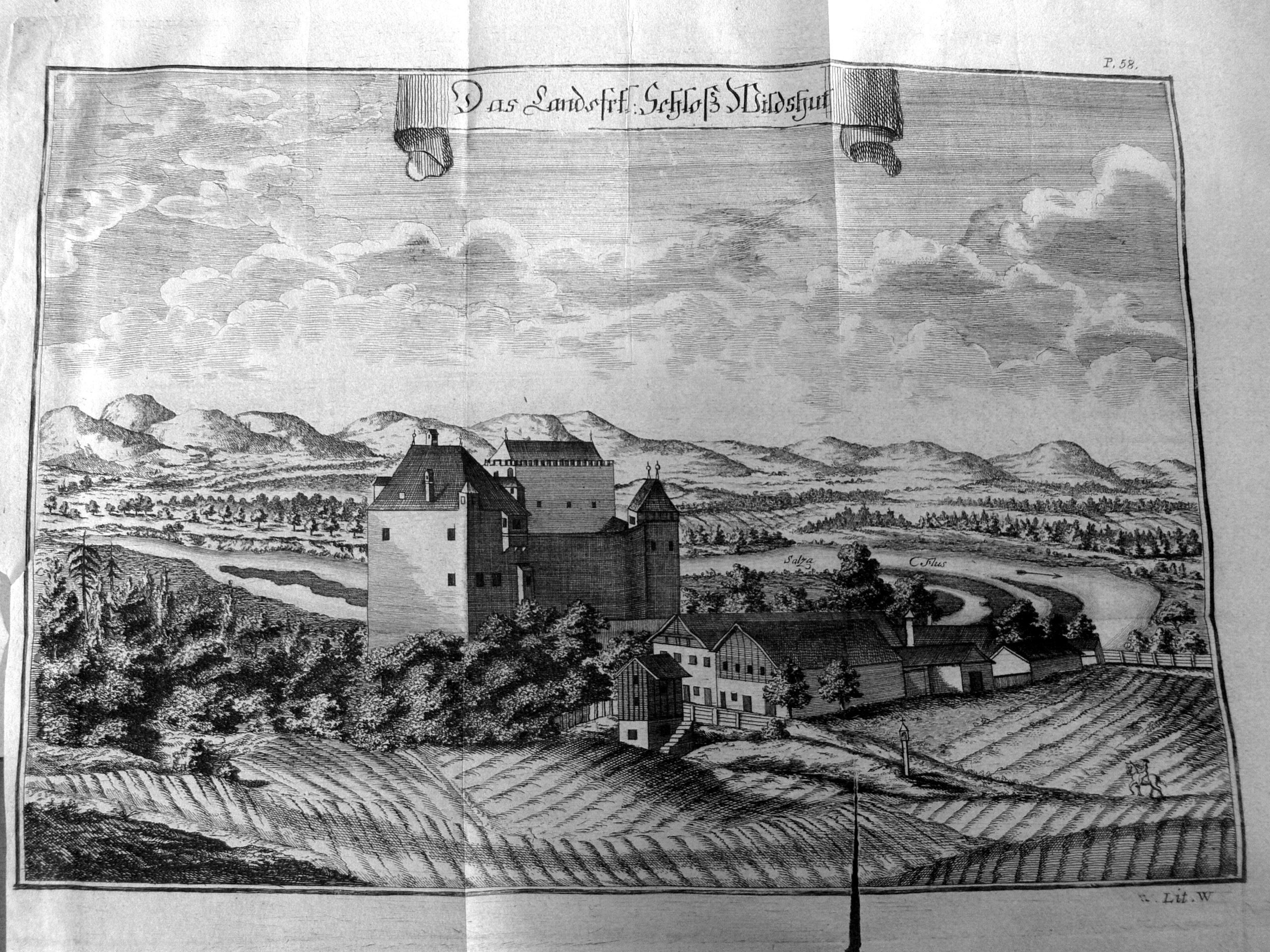
Stich von Schloss Wildshut aus dem Jahre 1779
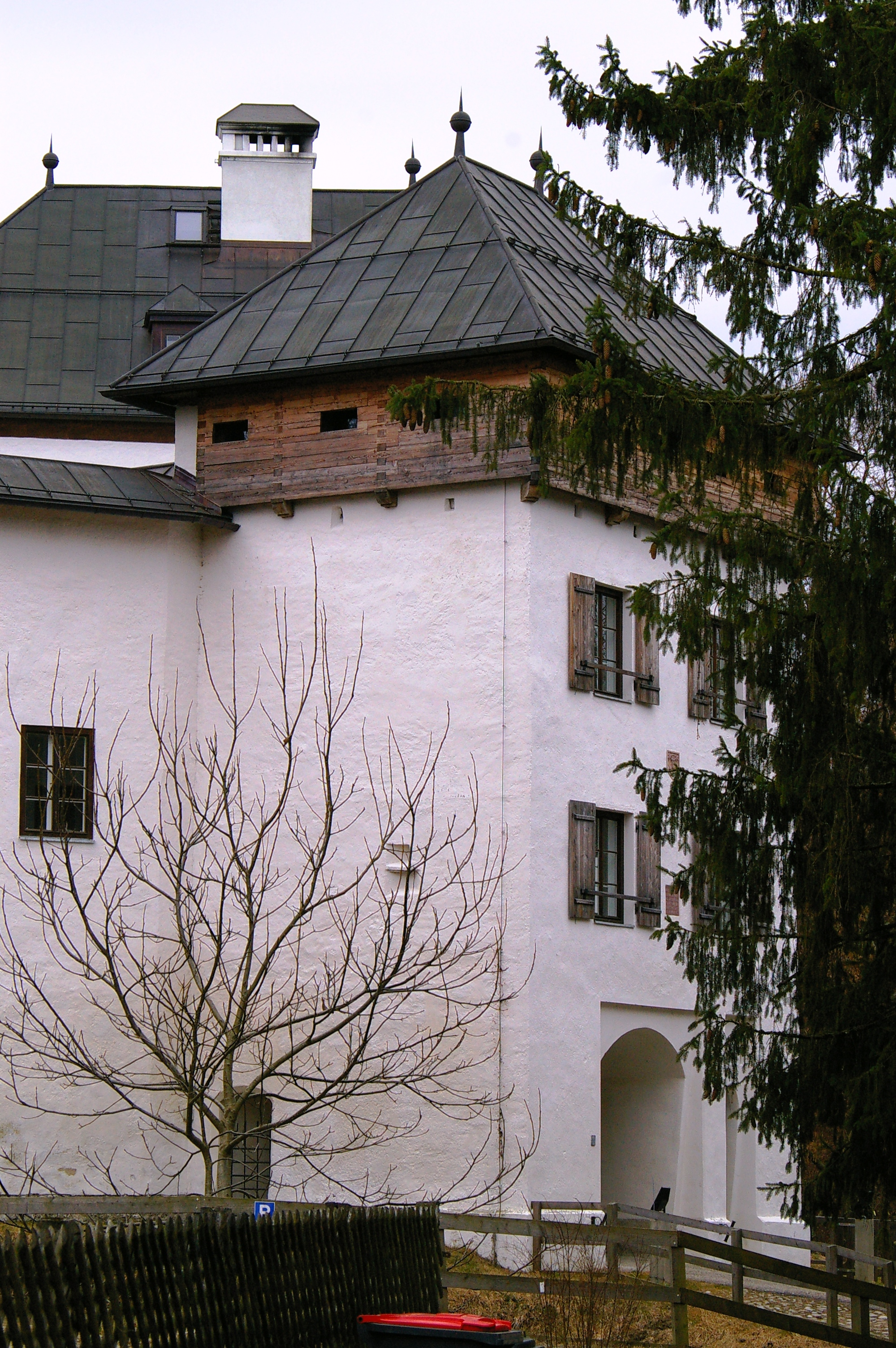
Schloss Wildshut
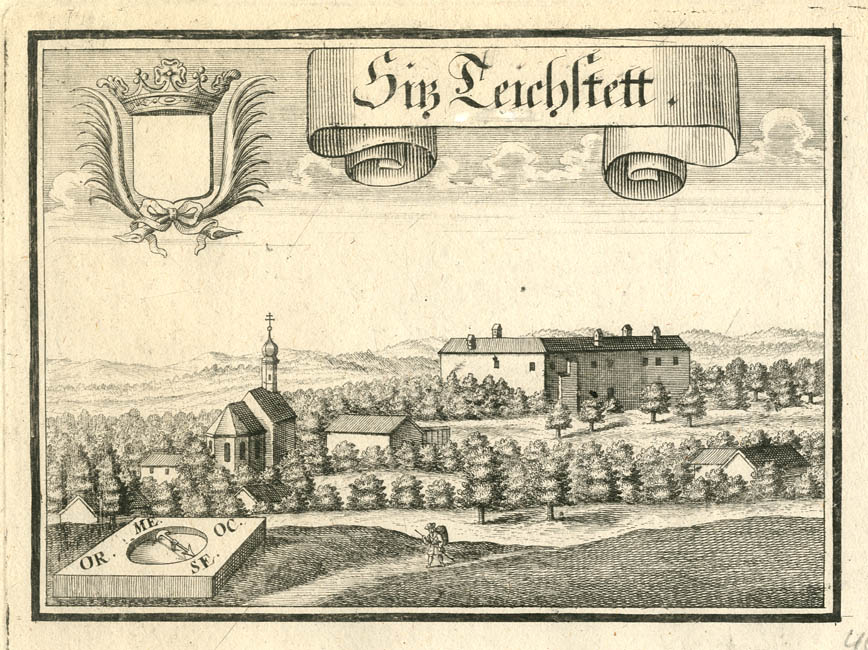
Schloss Teichstätt
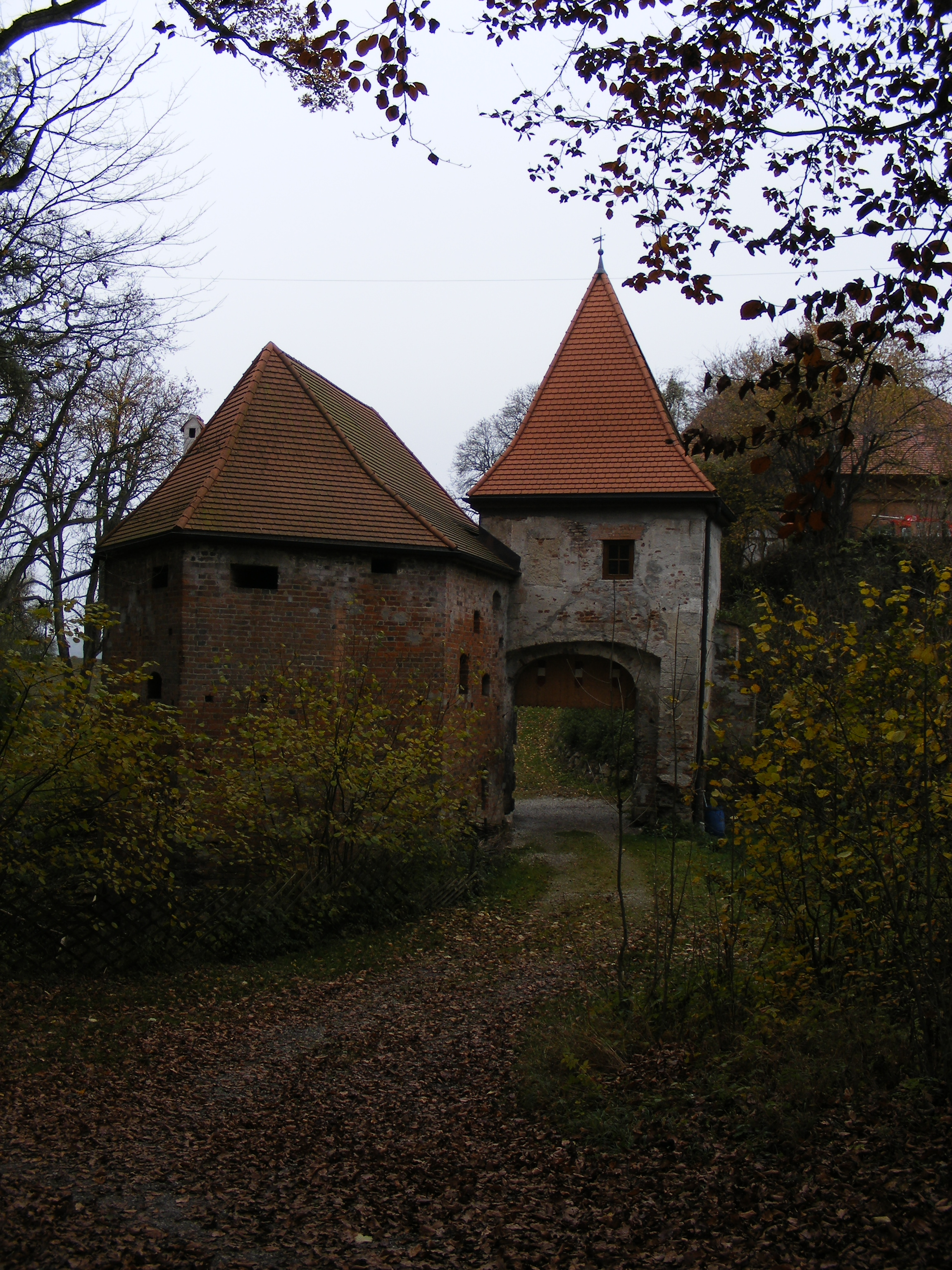
Schloss Frauenstein

## Neuzeit

### Bayerischer Erbfolgekrieg – Reformation – Dreißigjähriger Krieg
1503 starb Georg von Landshut-Niederbayern ohne männlichen Erben. Im folgenden Erbfolgekrieg zwischen Albrecht von Oberbayern und dem Schwiegersohn Georgs, Herzog Ruprecht von der Pfalz, spielten sich die kriegerischen Handlungen hauptsächlich im Raum des Bezirks Braunau ab, der von ihm schwer in Mitleidenschaft gezogen wurde. Die Stadt Braunau erhielt am Ende für das Einstehen für Albrecht weitreichende Privilegien.
Die Reformation kam in den 1530er Jahren nach Braunau. Besonders Braunau, Ranshofen und Mattighofen waren ein fruchtbarer Boden für die neue Lehre. Es kam zu einer Fehde zwischen Joachim von Ortenburg, dem Herrn der Herrschaft Mattighofen, und dem Herzog, bei der sich letztlich der Herzog durchsetzte.
Im Dreißigjährigen Krieg kamen die Schweden und ihre Verbündeten nicht nach Braunau, doch wurde die Stadt stark befestigt. Die Überreste sind noch heute an Inn und Enknach gut erhalten. Lebensmittelablieferungen, Plünderungen und Gewalttaten nahmen zu. Kurz vor Ende des Krieges brach die Pest aus und raffte Tausende von Menschen hinweg (1647–1650). Ausgelöst durch die Türkengefahr wurde Braunau zwischen 1672 und 1676 zu Bayerns stärkster Festung ausgebaut.

### Zeit der Erbfolgekriege – Bayerischer Bauernaufstand
Im Spanischen Erbfolgekrieg standen Bayern und Österreich auf verschiedenen Seiten, Nach der Zweiten Schlacht bei Hochstädt besetzte Österreich weite Teile von Bayern. Als mit Zwangsrekrutierungen begonnen wurde, kam es zum Bayerischen Volksaufstand.
Während des Bayerischen Volksaufstandes 1705 und 1706 tagte in Braunau der Landesdefensionskongress („Braunauer Parlament“). Neben dem in Weng geborenen Anführer Johann Georg Meindl berichtet Christian Probst von weiteren Anführern aus dem Gericht Braunau: der alte Hofbauer von Wuerlach, der rotbartete Schwaiger, der Schienkhueber zu Mitterndorf, der Neuhauser zu Hochburg, der Meindlsberger im Amt Eggelsberg, der Wirt von Ibm und ein Freiherr von Taufkirchen, der dort Beamter war. Der Aufstand wurde nach der Sendlinger Mordweihnacht Anfang 1706 niedergeschlagen.
Im Österreichischen Erbfolgekrieg wurde das Innviertel durch Besetzung, ständige Truppendurchzüge und Naturalleistungen schwer in Mitleidenschaft gezogen. Die Festung Braunau wurde zwei Mal belagert, bei der zweiten Belagerung wurde Simbach vollständig zerstört und Braunau nach sechs Wochen Belagerung an Österreich übergeben. Erst 1745 wurde Frieden geschlossen.

## Das Innviertel kommt zu Österreich – Zeit der napoleonischen Kriege – Die Jahre bis zum Ende des Ersten Weltkrieges
Als mit Maximilian III. Joseph die Wittelsbacher in Niederbayern in männlicher Linie ausstarben, kam es zum Bayerischen Erbfolgekrieg. Joseph II. und Karl Theodor, Kurfürst von der Pfalz, stellten jeweils Ansprüche auf die Nachfolge. Trotz militärischen Aufmarsches kam es zu keinen Schlachten. 1779 wurde der Friede von Teschen geschlossen, Österreich verzichtete auf den Thronanspruch und erhielt dafür die bayrischen Gebiete rechts von Inn und Salzach (Unteres Amt Burghausen). Im Herbst 1779 bereiste Joseph II. die neugewonnenen Länder und wurde in Braunau bereits im Juni von den Ständen gehuldigt.

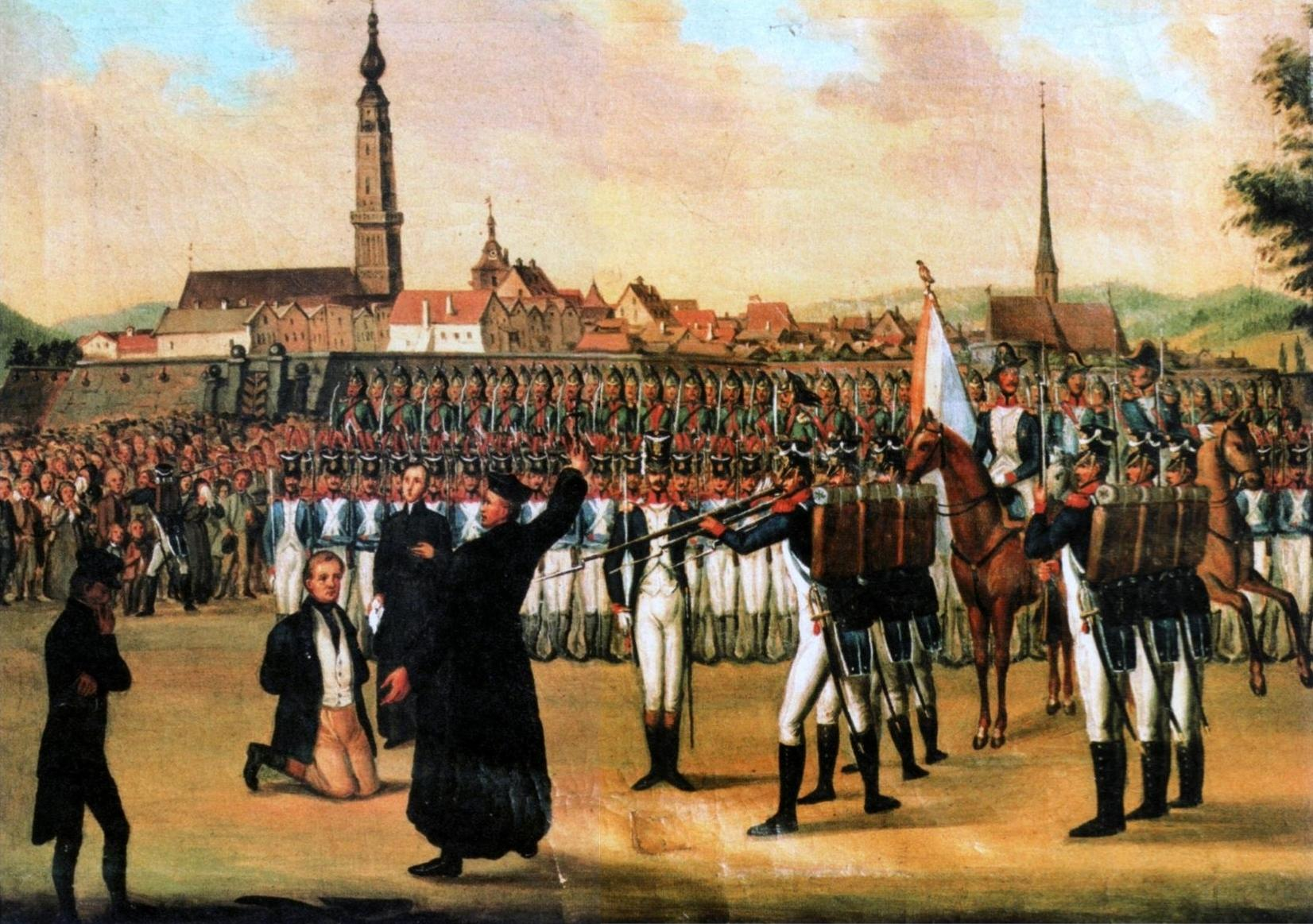
Hinrichtung von J. P. Palm (zeitgenössische Darstellung)

In der Zeit der Napoleonischen Krieg war das Innviertel und damit auch der Bezirk Braunau des Öfteren von französischen Truppen besetzt. Napoleon Bonaparte weilte 1805 in Braunau, bevor er nach Wien weiter reiste. 1806 wurde in Braunau der Nürnberger Verleger Johann Philipp Palm wegen franzosenfeindlicher Propaganda erschossen. Da die Befestigung von Braunau immer wieder kriegerische Handlungen angezogen hatte, bat die Bevölkerung den Kaiser um Schleifung der Anlagen, was auch gewährt wurde (1808). 1810 wurden das Innviertel und Teile des Hausruckviertels französisches Staatsgebiet, die sogenannte „Rieder Regierung“ betrieb eine franzosenfreundliche Politik. Napoléon übergab die annektierten Gebiete 1810 dem Bayernkönig. Bis zum Wiener Kongress war das Innviertel wieder bayrisch.
Die friedlichen Jahre nach den Napoleonischen Kriegen waren durch wirtschaftlichen Niedergang, Teuerung und Missernten gekennzeichnet. Das Revolutionsjahr 1848 brachte für die Bauern die Aufhebung der Robotpflichten und die der Untertänigkeit.
Der Bezirk wurde 1868 geschaffen. 1869 wurde das Pflichtschulgesetz und 1872 das metrische System eingeführt. Im Jahr 1889 wurde der spätere Diktator Adolf Hitler in Braunau am Inn geboren, wo er bis zum dritten Lebensjahr lebte.
Während des Ersten Weltkrieges gab es in der Stadt Braunau ein großes Kriegsgefangenenlager mit bis zu 15.000 Insassen. Ein Soldatenfriedhof, auf dem die Opfer des Kriegsgefangenenlagers begraben wurden, erinnert an dieses Lager. Daneben gab es das Flüchtlingslager Braunau am Inn, in dem Menschen aus Südtirol und Polen untergebracht wurden. Der Erste Weltkrieg forderte im Bezirk 2.178 Gefallene und Vermisste.

## Die Erste Republik
Wie auch im Rest der neu entstandenen Republik war nach dem Krieg die Sicherung des unmittelbaren Lebensunterhalt oberstes Gebot. Infolge des Krieges und des Zusammenbruchs der österreichisch-ungarischen Monarchie kam es zu einer Hyperinflation, die zahlreiche Vermögen vernichtete. Auch die politischen Gegensätze waren im Bezirk Braunau genauso ausgeprägt wie überall anders. Gewalttätige Auseinandersetzungen waren an der Tagesordnung. Ein Polizeibericht aus Mattighofen soll dies illustrieren:

„Bei einer Versammlung der Nationalsozialisten waren 180 bis 190 Personen anwesend, darunter 80 ‚Nazi‘ und 40 Kommunisten. Ein ‚Sozi‘, fünf Unpolitische, sieben Kommunisten und acht Nazi wurden verletzt. 103 Biergläser, sechs Weinstutzen, ein Halbliterkrug, eine Glühbirne, fünf Fenster, zwölf Bänke, zwei Tischfußleisten und zwei Tischbanklehnen gingen dabei in Brüche.“

In der Nacht von 4. auf 5. März 1933 kam es in Mattighofen sogar zu einem politischen Mord, der Hilfsarbeiter Robert Zimmerbauer, ein Sozialdemokrat, wurde auf dem Bahnhofsgelände von Nazis erschossen. Während des Februaraufstandes 1934 wurde ein Heimwehrregiment von 600 Mann nach Mattighofen verlegt. Der arbeitslose Robert Kainhofer wurde von einem Wachsoldaten erschossen, ansonsten blieb es im Verlauf des Februaraufstands im Bezirk ruhig. Auch während des Juliputsches der Nationalsozialisten blieb die Lage unter Kontrolle der Regierungskräfte.

## Braunau unter Naziherrschaft

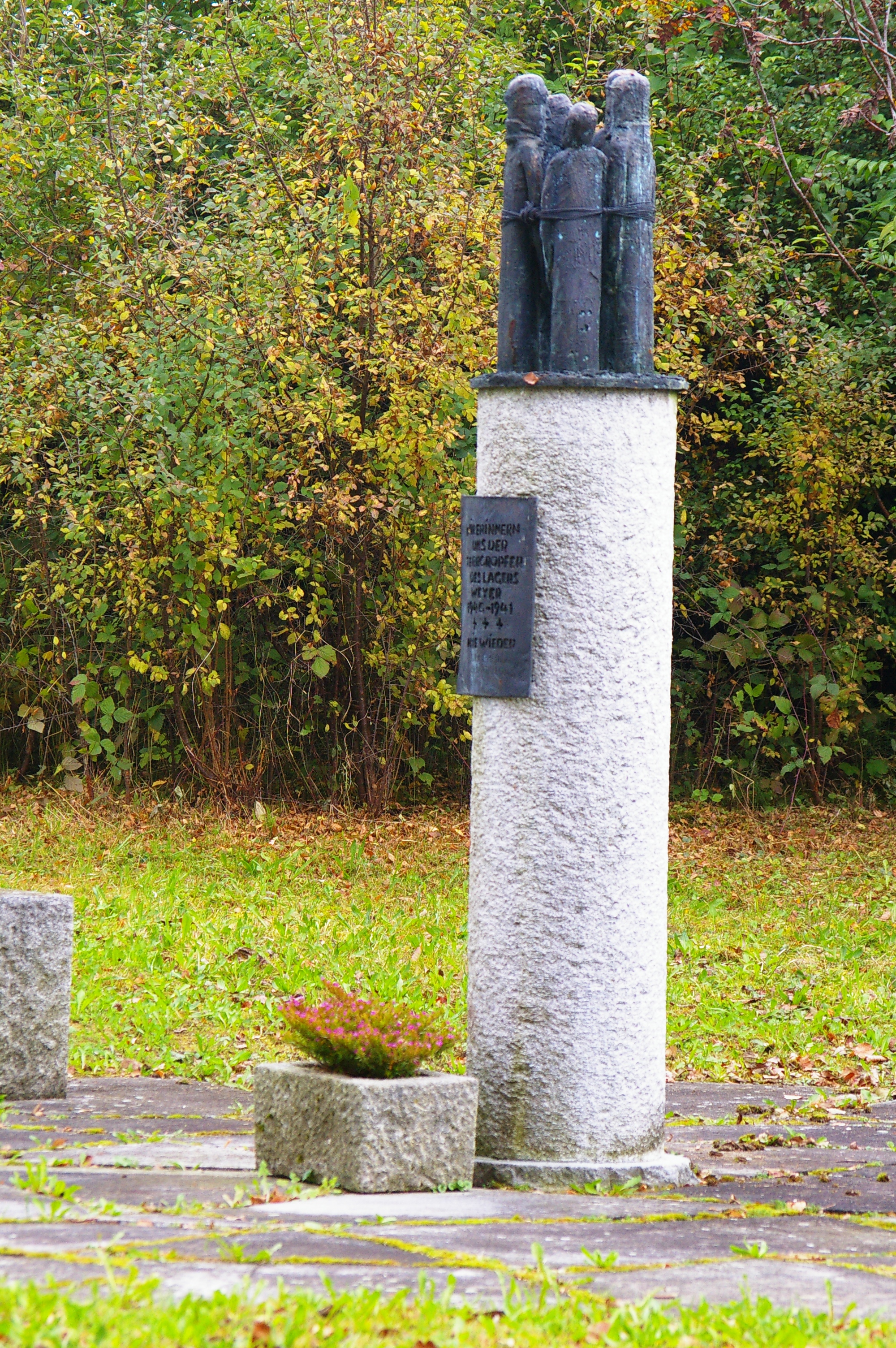
Gedenkstätte: Arbeitserziehungslager Weyer

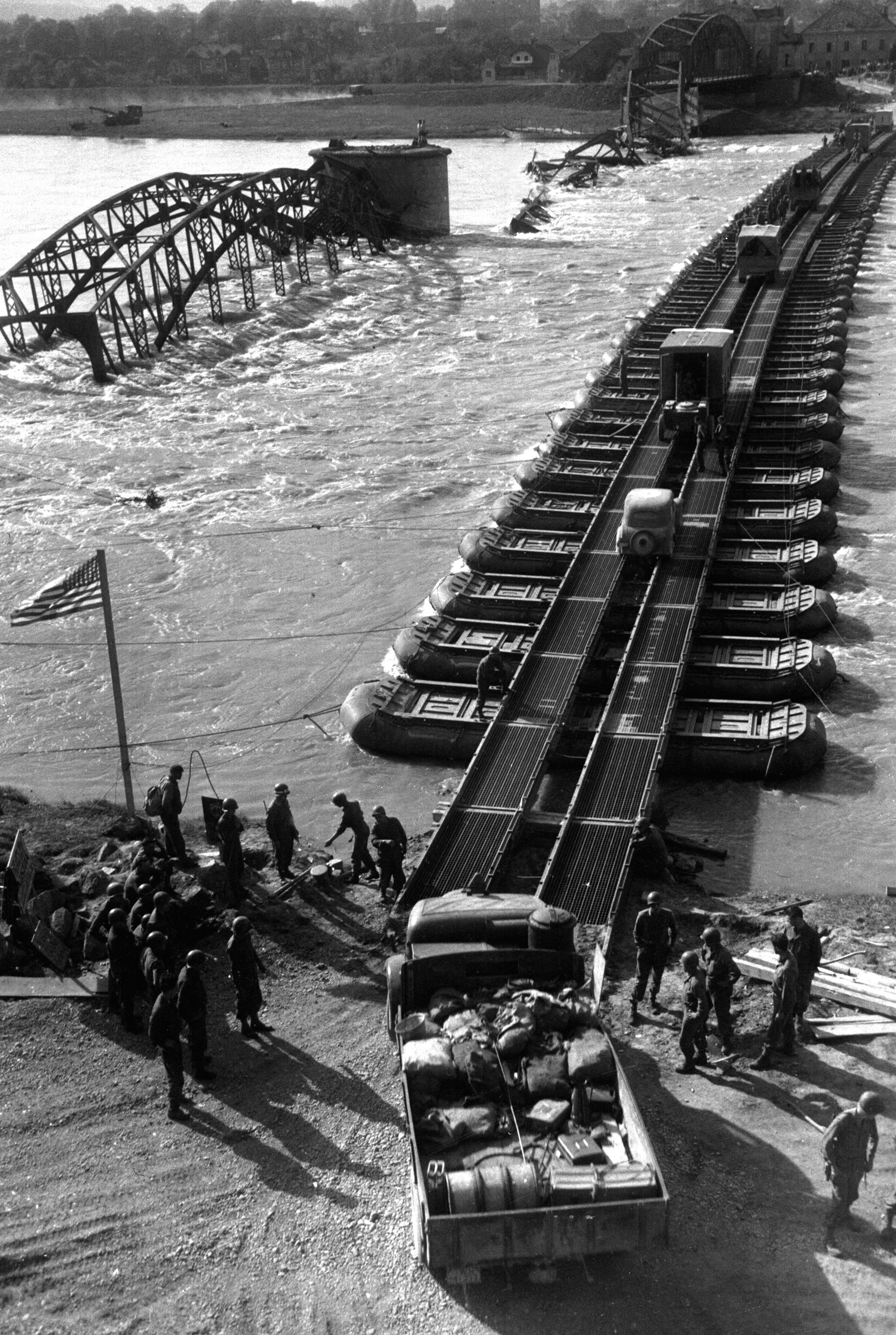
Amerikanische Behelfsbrücke neben der gesprengten Innbrücke

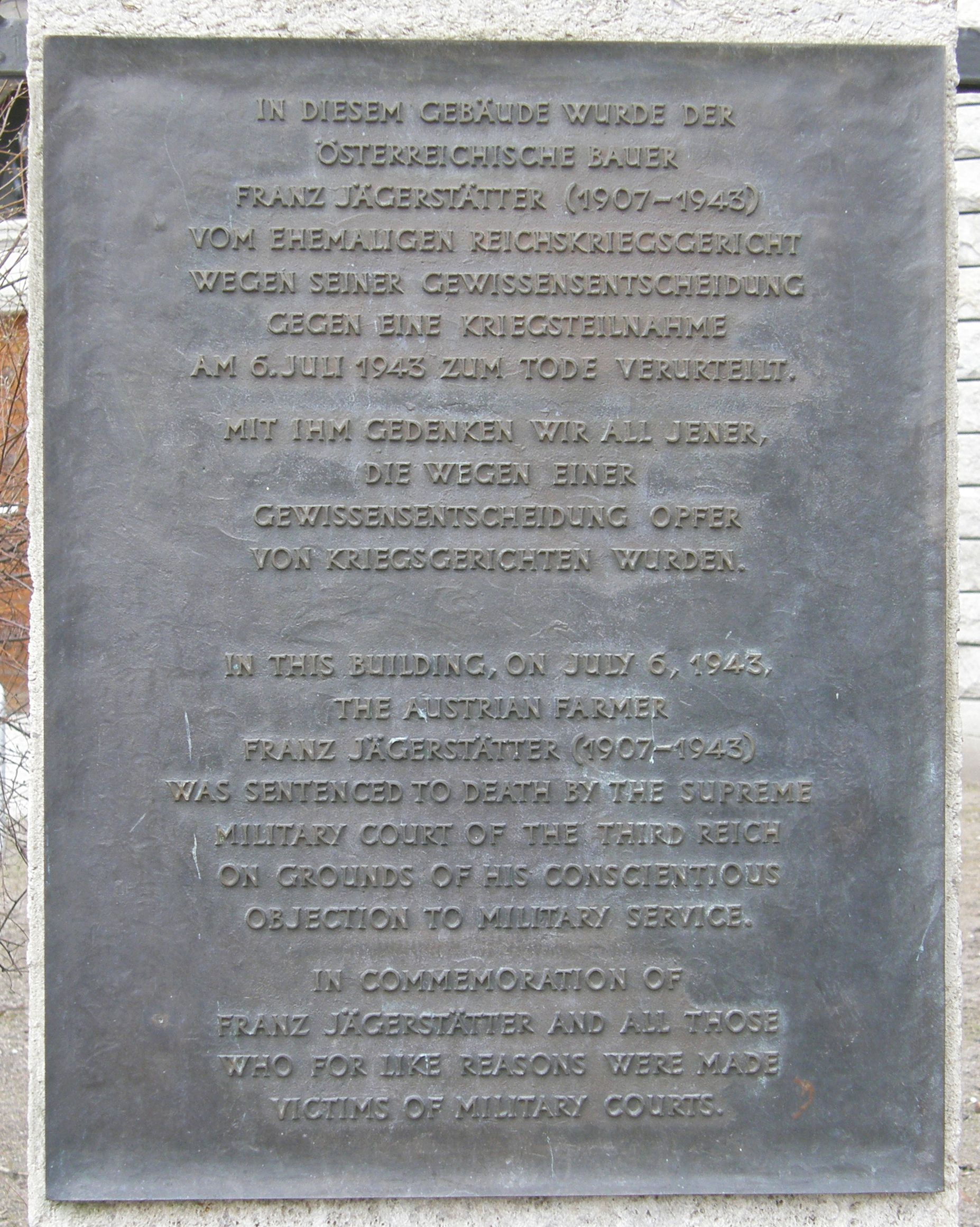
Gedenktafel für Franz Jägerstätter am Gebäude des ehemaligen Reichskriegsgerichts

1938 nach dem Anschluss Österreichs kam Adolf Hitler über die Innbrücke nach Braunau und fuhr aber sofort nach Linz weiter. 1939 bis 1941 wurde in Ranshofen das Aluminiumwerk errichtet, der durch den Krieg bedingte Arbeitskräftemangel wurde durch Zwangsarbeiter ausgeglichen. In Weyer (Gemeinde St. Pantaleon) errichteten die Nationalsozialisten ein sogenanntes „Arbeitserziehungslager“. Die Häftlinge wurden zur Regulierung der Moosach eingesetzt, später wurden Sinti und Roma hier zusammengefasst, die nach der Auflösung über Lackenbach ins KZ Auschwitz kamen und dort ermordet wurden.
Die Niederlage bei Stalingrad kostete vielen Soldaten aus dem Bezirk Braunau das Leben. Noch kurz vor Kriegsende, am 1. Mai 1945 wurden von der Wehrmacht die Straßenbrücke und die Eisenbahnbrücke über den Inn gesprengt. Der Zweite Weltkrieg kostete über 4600 Soldaten aus dem Bezirk Braunau das Leben. Nach Kriegsende gab es in Braunau eine große Menge von Flüchtlingen unter anderem aus Schlesien und dem Sudetenland. Erst 1951 ging die Bevölkerungszahl wieder auf den Vorkriegsstand von etwa 85.000 zurück.
Aus dem Bezirk Braunau stammte ein Wegbereiter der UNO, Egon Ranshofen-Wertheimer. 1941 emigrierte er in die USA, wo er sich, gemeinsam mit Leopold Kohr, publizistisch gegen das Naziregime engagierte. Sein Buch "The International Secretariat - A Great Experiment in International Administration" trug nicht unwesentlich zur Entstehung der UNO bei.

### Opfer (Auswahl)
- Der Eisenbahner Franz Amberger wurde von einem Volksgerichtshof zum Tode verurteilt und hingerichtet, weil er Geld für die kommunistische Partei gesammelt hatte.
- Adolf Wenger wurde wegen Hochverrats verurteilt und kam ins KZ Mauthausen, wo er am 7. April 1944 starb.
- Richard Muhr aus Mattighofen wurde zum Tode verurteilt, weil sich sein Name auf einer Spendenliste befand, er wurde zu lebenslanger Haft begnadigt und überlebte den Krieg.
- Der Obergefreite Georg Hauer hatte sich aus einem Lazarett in Wien zu seinen Eltern durchgeschlagen, wo er das nahende Kriegsende abwarten wollte, er wurde verraten und am 30. April 1945 in Braunau wegen Hochverrats erschossen.
- Das wohl bekannteste Opfer des Nationalsozialismus aus dem Bezirk Braunau ist der Mesner von St. Radegund, Franz Jägerstätter, der wegen Wehrkraftzersetzung hingerichtet wurde und später von der katholischen Kirche seliggesprochen wurde.

## Die Zweite Republik
Der Bezirk war bis zum Abschluss des Staatsvertrags 1955 unter amerikanischer Besatzung. Das Aluminiumwerk Ranshofen hatte 1946 bereits wieder 900 Beschäftigte, 1955 waren 2400 Mitarbeiter beschäftigt. In den Jahren 1949 bis 1951 wurde die von den Nazis gesprengte Straßenbrücke zwischen Braunau und Simbach wieder aufgebaut.
Im Jahre 1963 wurde in Braunau das Bezirksmuseum in der Herzogsburg eingerichtet. 1966 wurde das 500-Jahr-Jubiläum der Stadtpfarrkirche St. Stephan gefeiert. Mit der Einrichtung einer Höheren technischen Lehranstalt und einer Handelsakademie wurde Braunau zum schulischen Zentrum des Bezirkes.
Politisch war die ÖVP im Bezirk, ebenso wie im Land Oberösterreich, immer die dominierende Kraft, nur in wenigen Gemeinden stellte die SPÖ den Bürgermeister.
Als Geburtsstadt von Adolf Hitler stellt sich Braunau der Verantwortung und veranstaltet wichtige Beiträge zur Aufarbeitung der Vergangenheit. Gemeinsam mit dem „Verein für Zeitgeschichte“ werden jährlich die Braunauer Zeitgeschichte-Tage veranstaltet. 1989 wurde vor Hitlers Geburtshaus ein Mahnstein aus Mauthausner Granit aufgestellt. Der Text auf dem Stein lautet:
| Inschrift                                                                        | Mahnstein |
| -------------------------------------------------------------------------------- | --------- |
| Für Frieden, Freiheit und Demokratie Nie wieder Faschismus Millionen Tote mahnen |           |

Der Kölner Künstler Gunter Demnig verlegte auf Einladung von Andreas Maislinger am 11. und 12. August 2006 im Bezirk 13 Stolpersteine für Opfer des Nationalsozialismus.
Seit 2009 treten die Gemeinden des Bezirkes als Friedensbezirk Braunau am Inn auf. Bereits zuvor hatte sich die Gemeinde Moosdorf die Bezeichnung Friedensgemeinde offiziell in den Gemeindenamen integriert und damit den Anstoß für die Idee eines Friedensbezirkes geliefert. Das Projekt wurde später von Bezirkshauptmann Georg Wojak auf Bezirksebene initiiert. Etliche Gemeinden verfügen über eigene Friedenssymbole: in Moosdorf steht vor der Pfarrkirche das Friedensdenkmal, in Franking wacht die Friedenstaube am Holzöstersee, in Geretsberg wurde 2011 das Friedenspanorama eingeweiht. Symbolisches Zentrum des Friedensbezirkes soll ab 2012 der Franz Xaver Gruber-Weg in Hochburg-Ach mit sechs über drei Meter hohen Bronze-Stahl-Skulpturen werden. Er soll daran erinnern, dass der Komponist des Weihnachtsliedes Stille Nacht, heilige Nacht aus dem Bezirk Braunau stammt.